# Relógio de estação

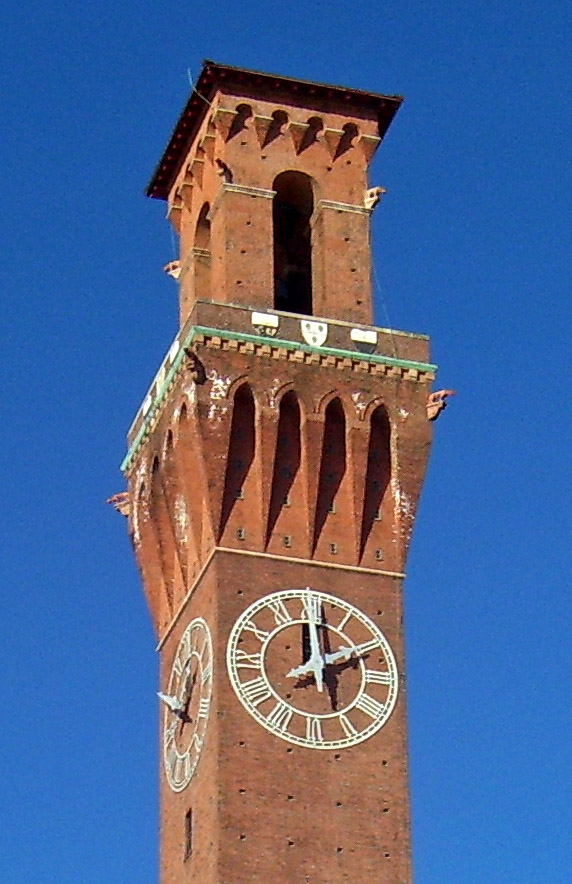
Torre com relógio de estação. Waterbury Union Station, Waterbury, Connecticut, Estados Unidos.

Um relógio de estação é um relógio em uma estação de trem que fornece uma indicação padrão de tempo tanto para os passageiros, quanto para os funcionários. Uma estação de trem frequentemente possui vários relógios de estação, que podem ser encontrados em torres de relógios, nas bilheterias, nos abrigos e nas plataformas de embarque/desembarque.

## Design
O design dos relógios de estação na Europa era muito diverso. Na atualidade, a maioria deles deriva do relógio de estação suíço, projetado por Hans Hilfiker, um engenheiro suíço, em 1944, quando ele trabalhava para a companhia Estradas de Ferro Suíças (SBB-CFF-FFS). Em 1953, adicionou um ponteiro vermelho de segundos com o formato de um disco de sinalização. A implementação técnica do relógio de estação, a sincronização central por um relógio-mestre, foi realizada conjuntamente com a Mobatime, uma fabricante de relógios que ainda produz esses relógios para as ferrovias suíças, assim como para as ferrovias alemãs.
Os relógios de estação europeus têm por padrão uma face branca, iluminada à noite, marcações pretas em formato de barra, mas sem algarismos. O ponteiro de segundos é mais fino que os demais e frequentemente está na cor vermelha, de forma a garantir maior legibilidade à distância.

## Galeria

Relógios de estação antigos na Europa
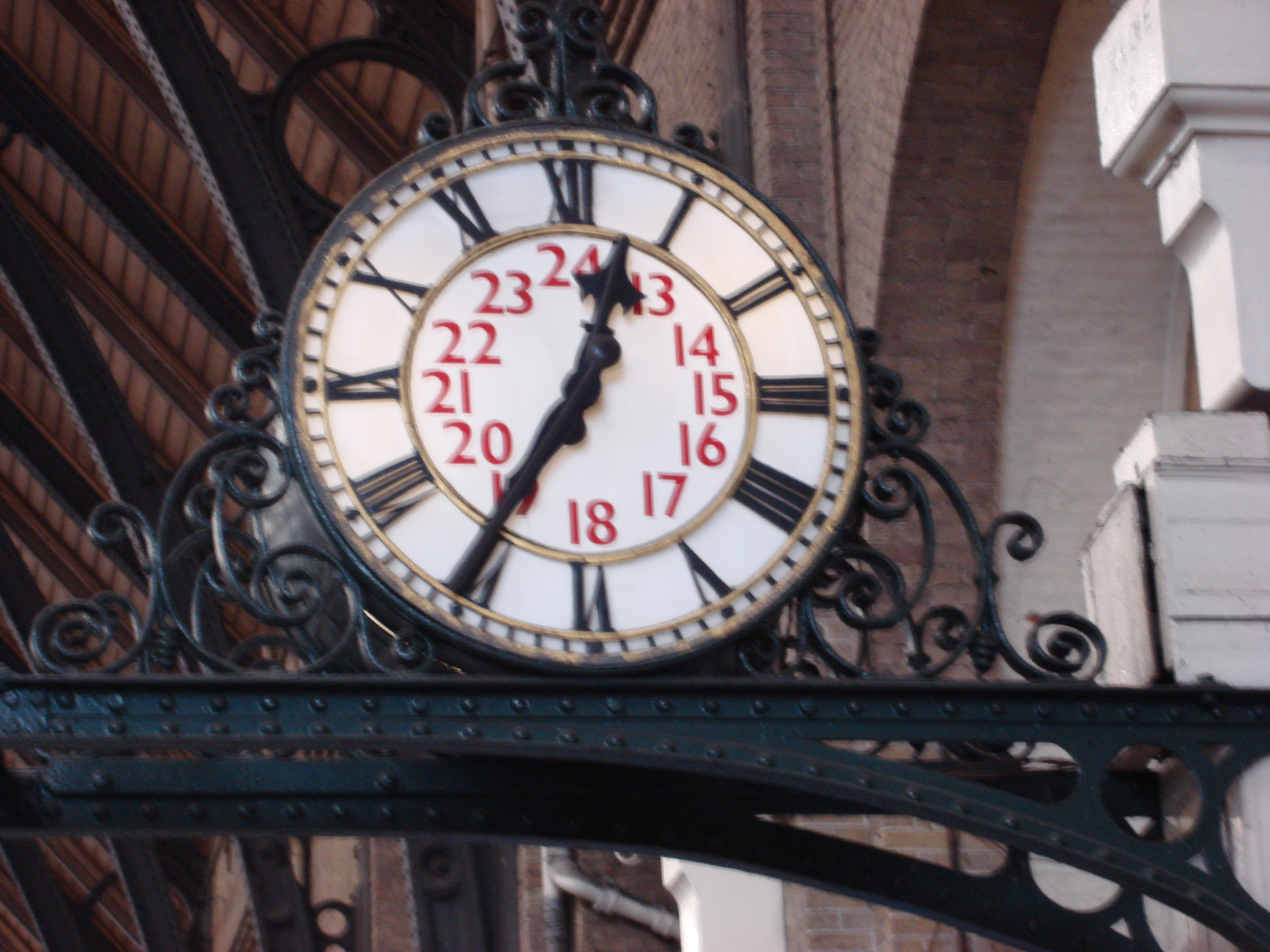
Estação de King's Cross, Londres, Reino Unido
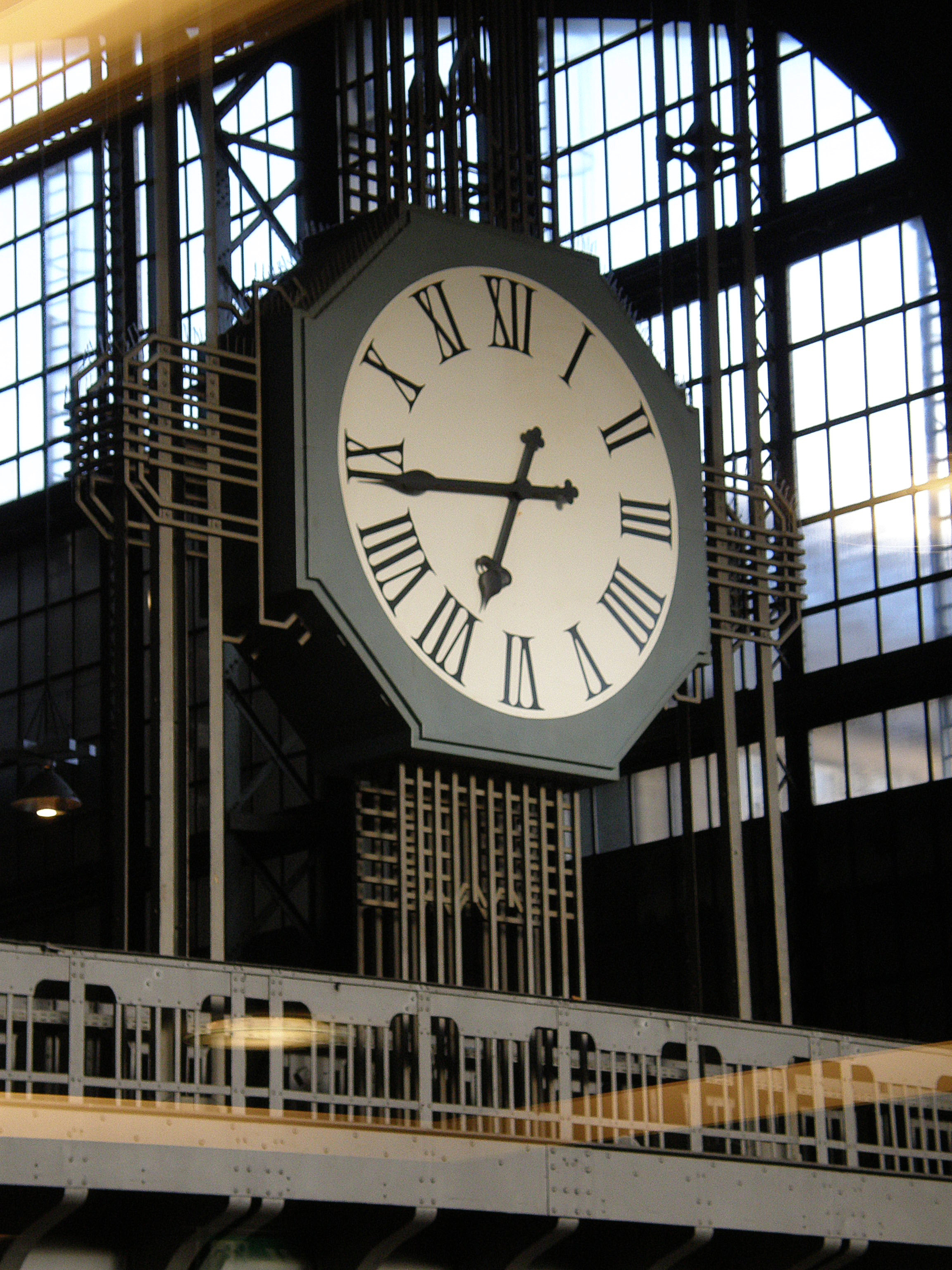
Hamburgo, Alemanha
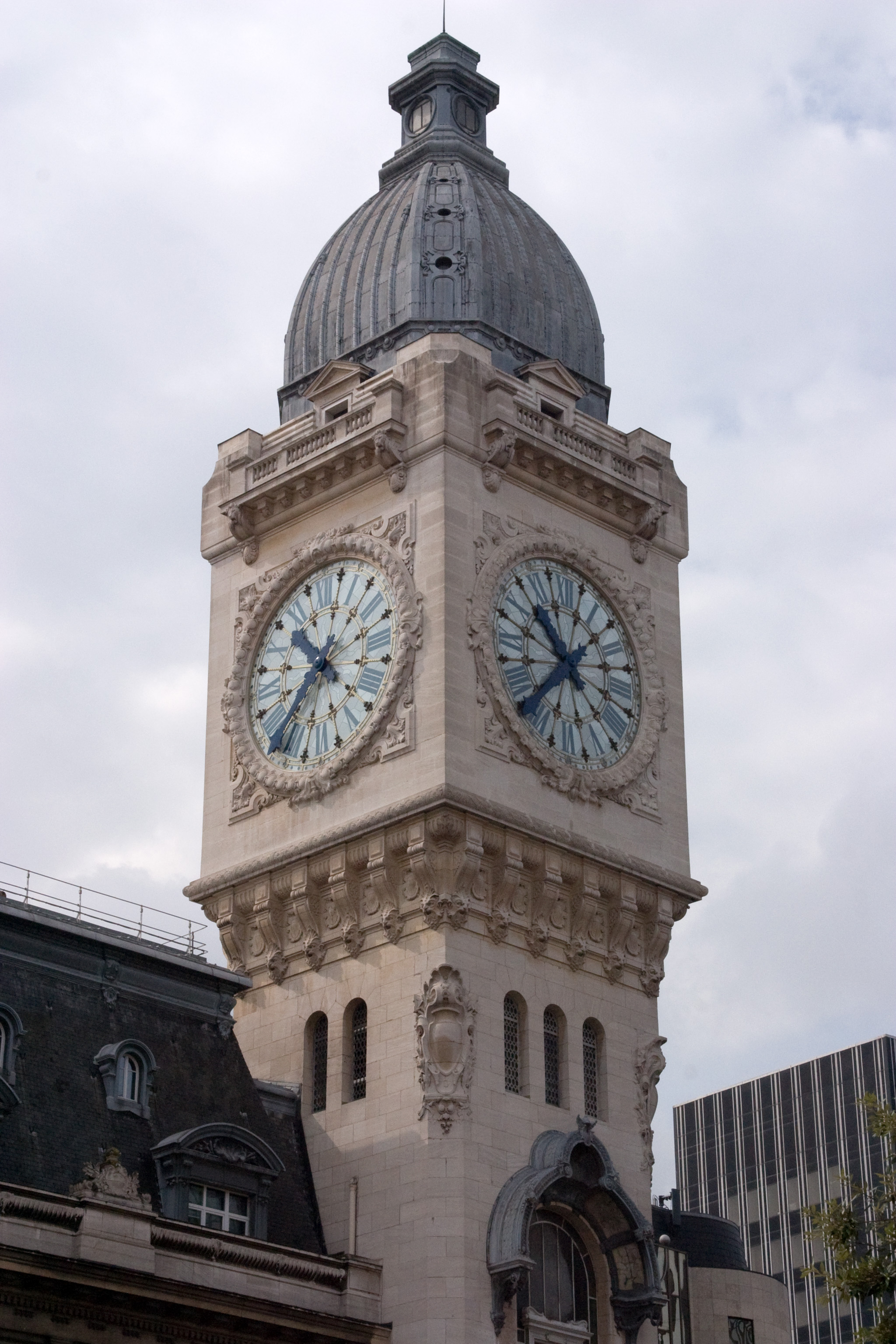
Gare de Lyon, Paris, França
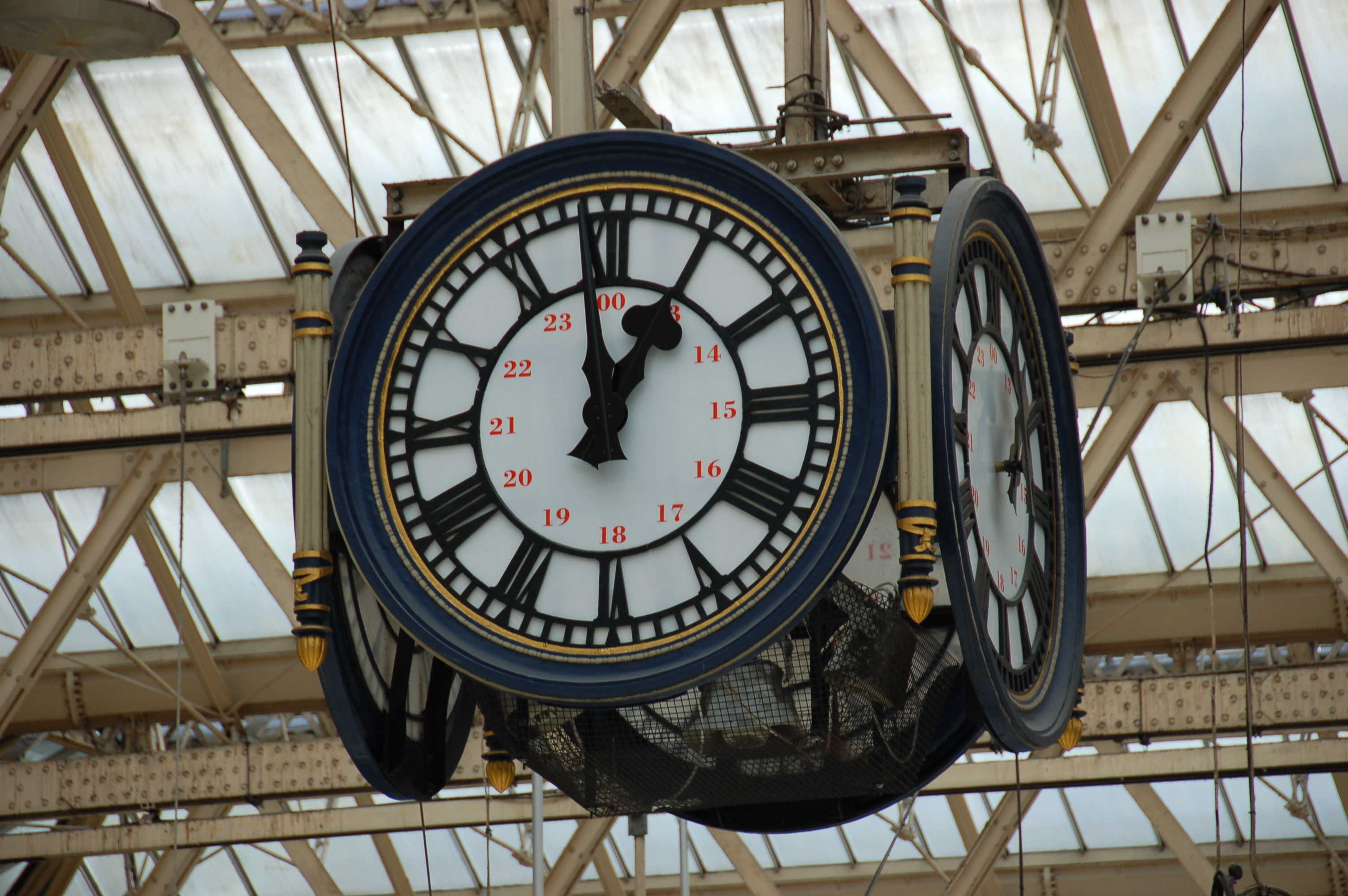
Estação de Waterloo, Londres

Relógios de estação modernos na Europa
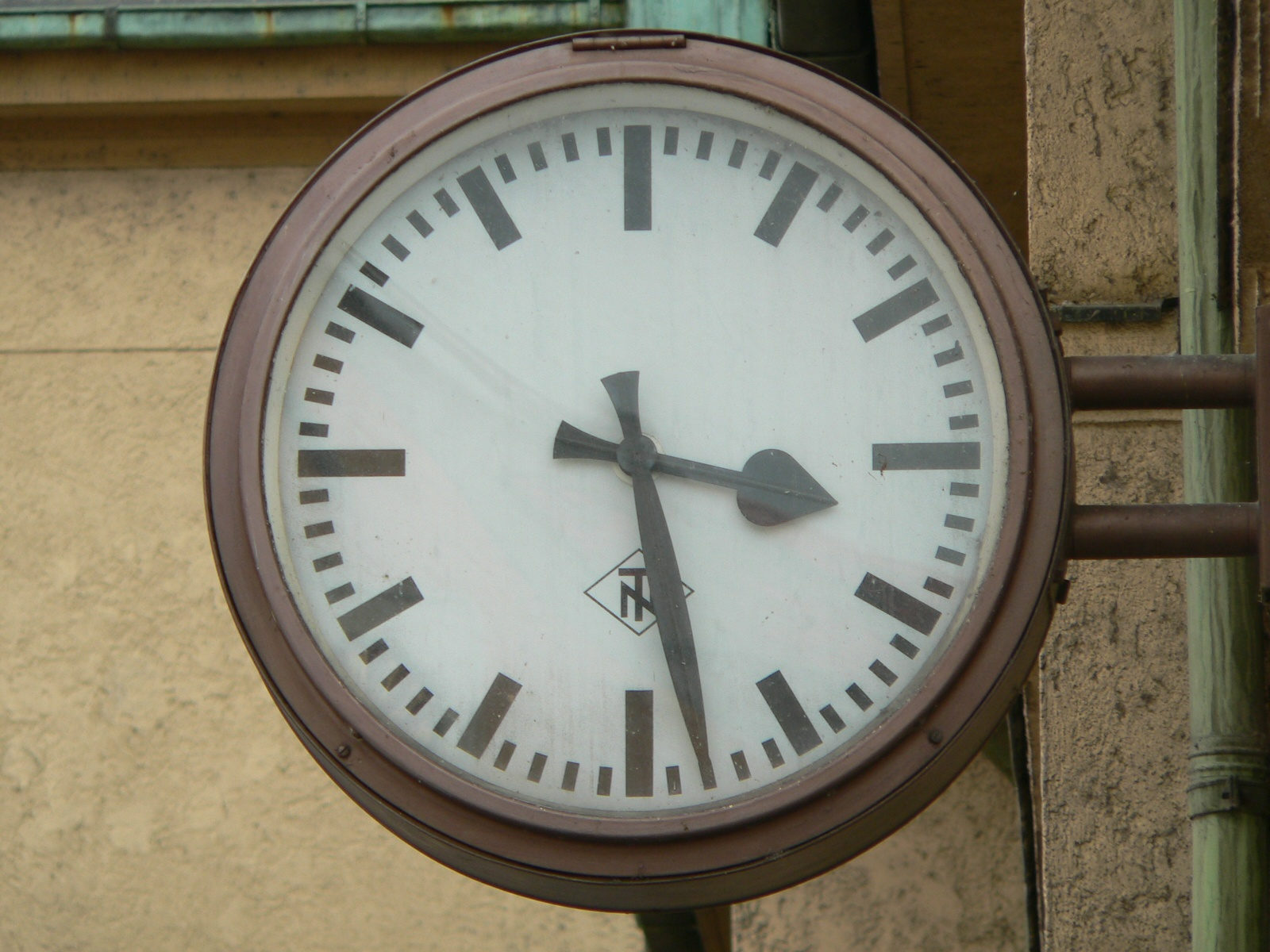
Face redonda, com ponteiros curvados.
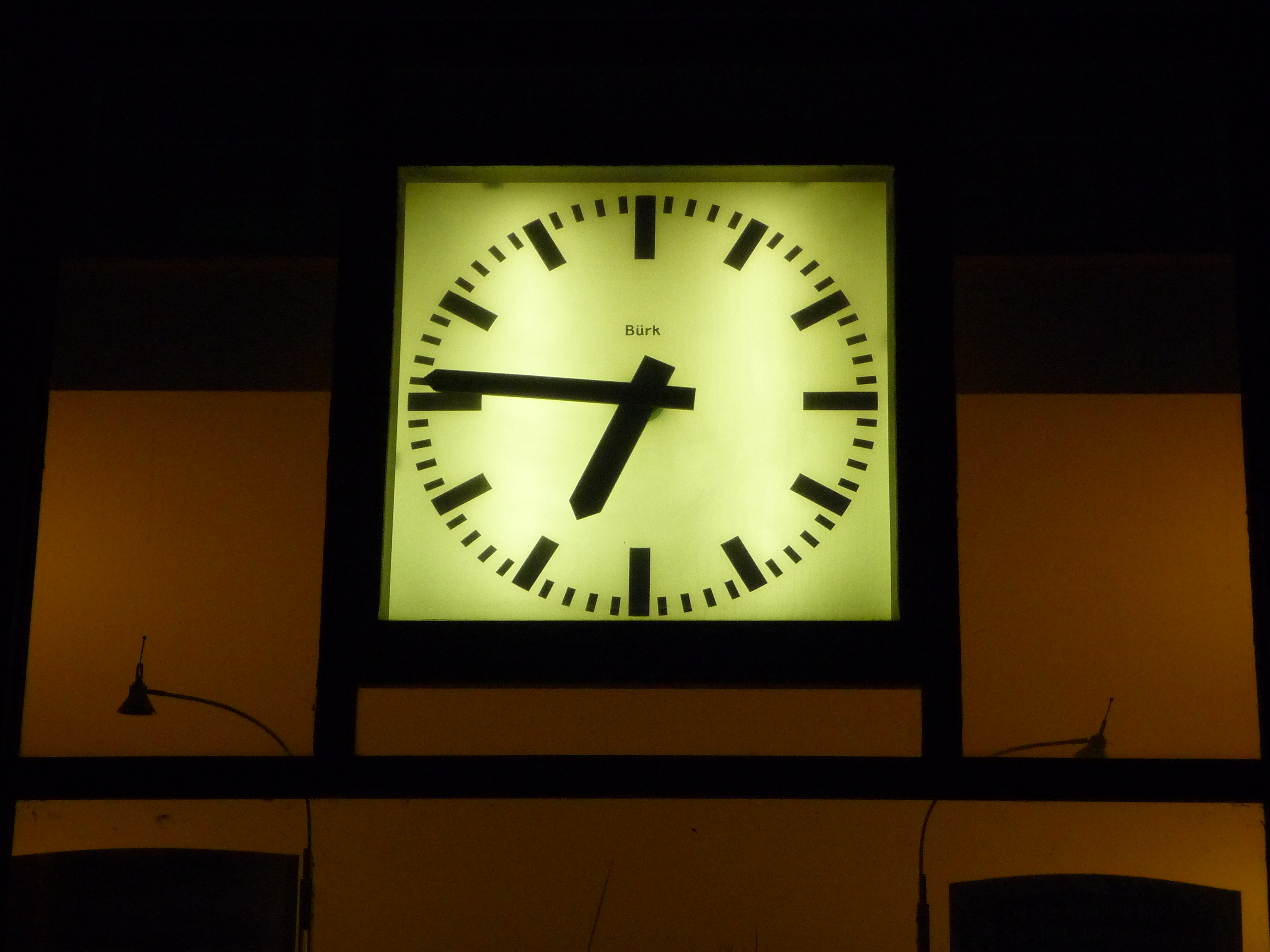
Face quadrada, com ponteiros retos.
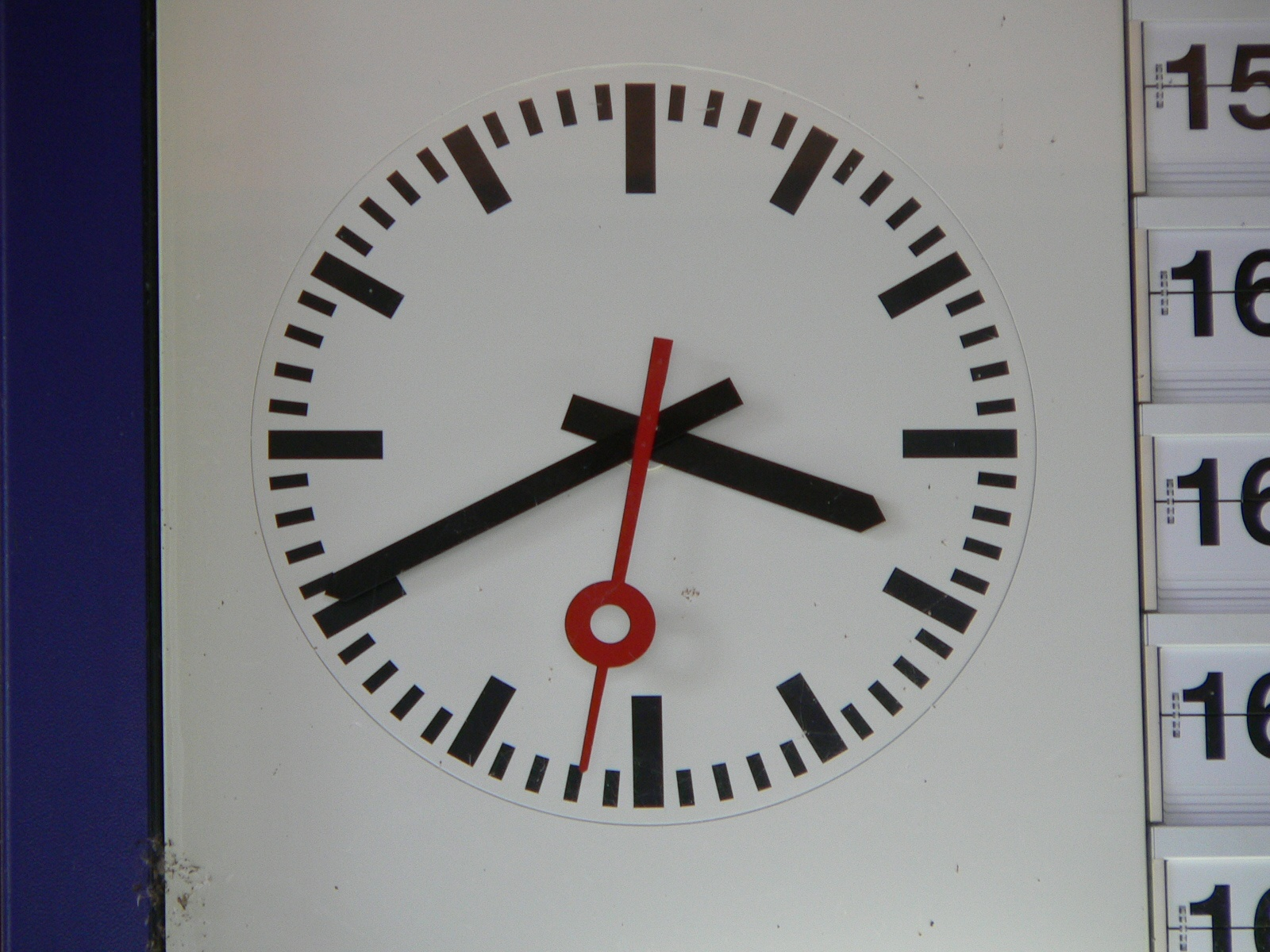
Com face plana inserido em um quadro.
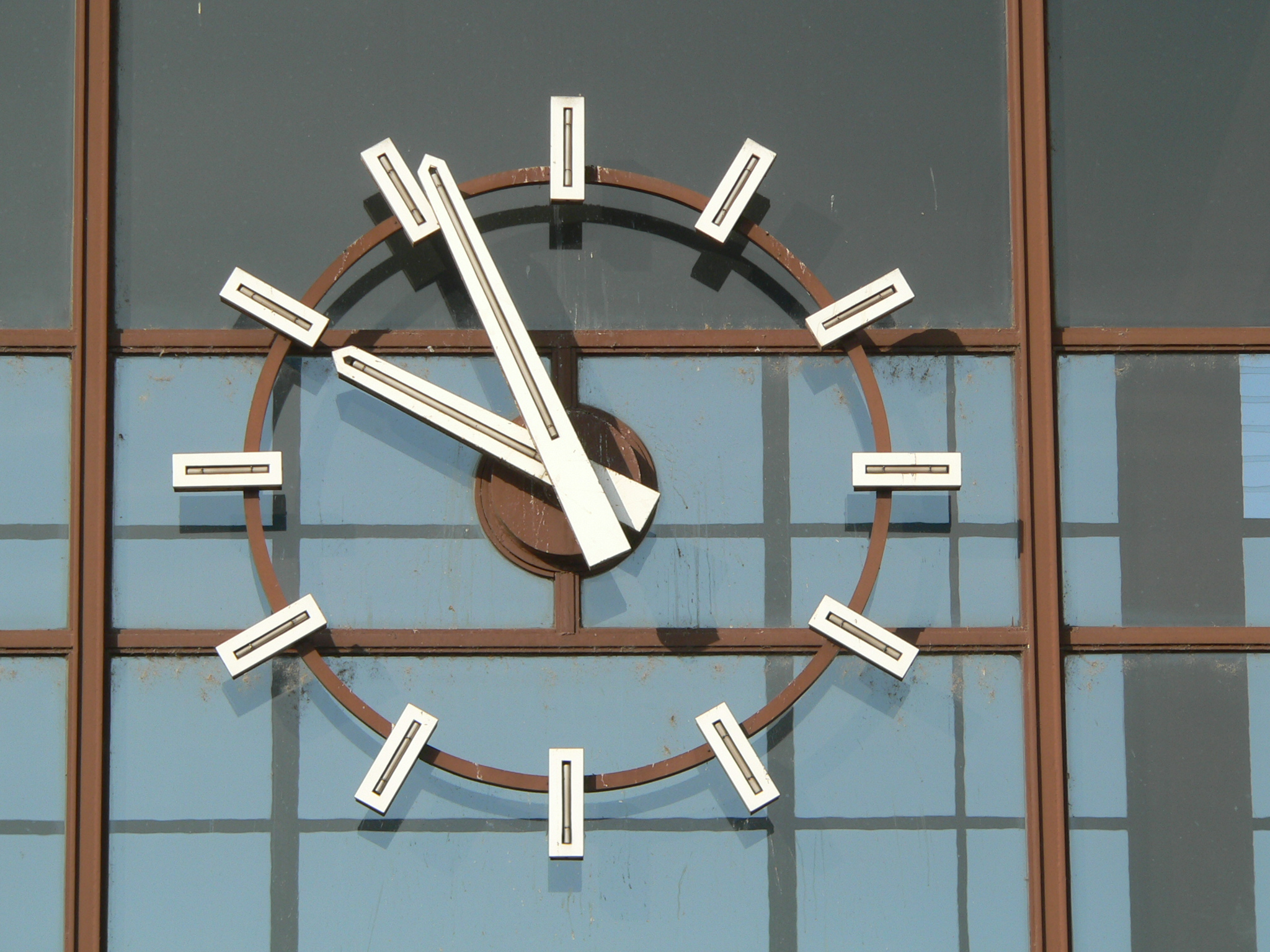
Com design personalizado.

Relógios de estação modernos na Europa
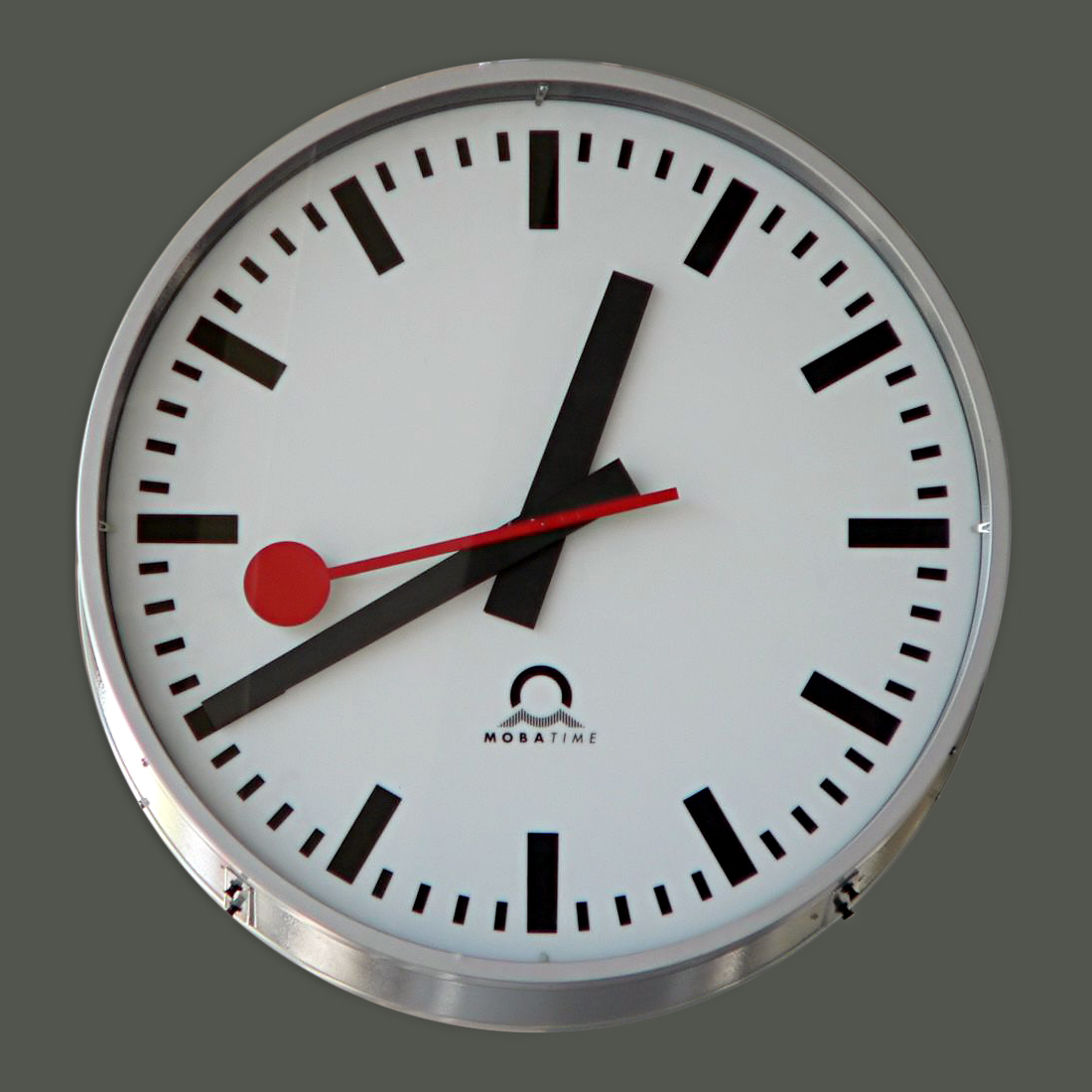
Relógio de estação suíço em Zurique, Suíça
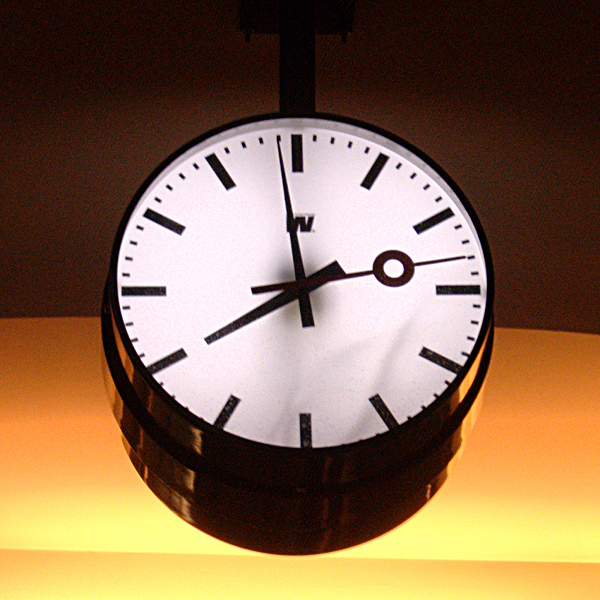
Antuérpia, Bélgica
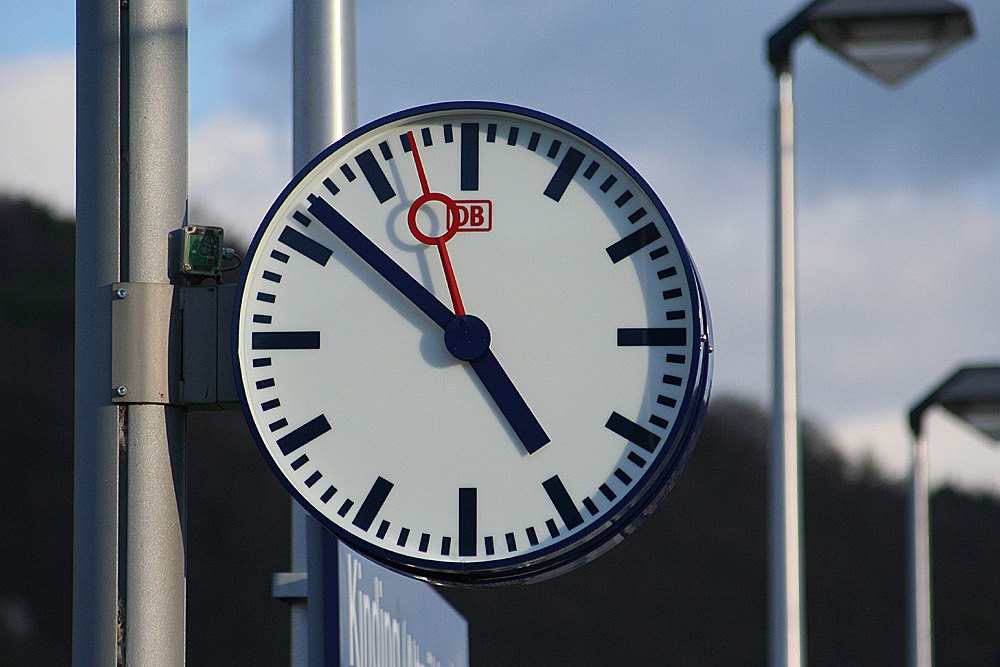
Alemanha
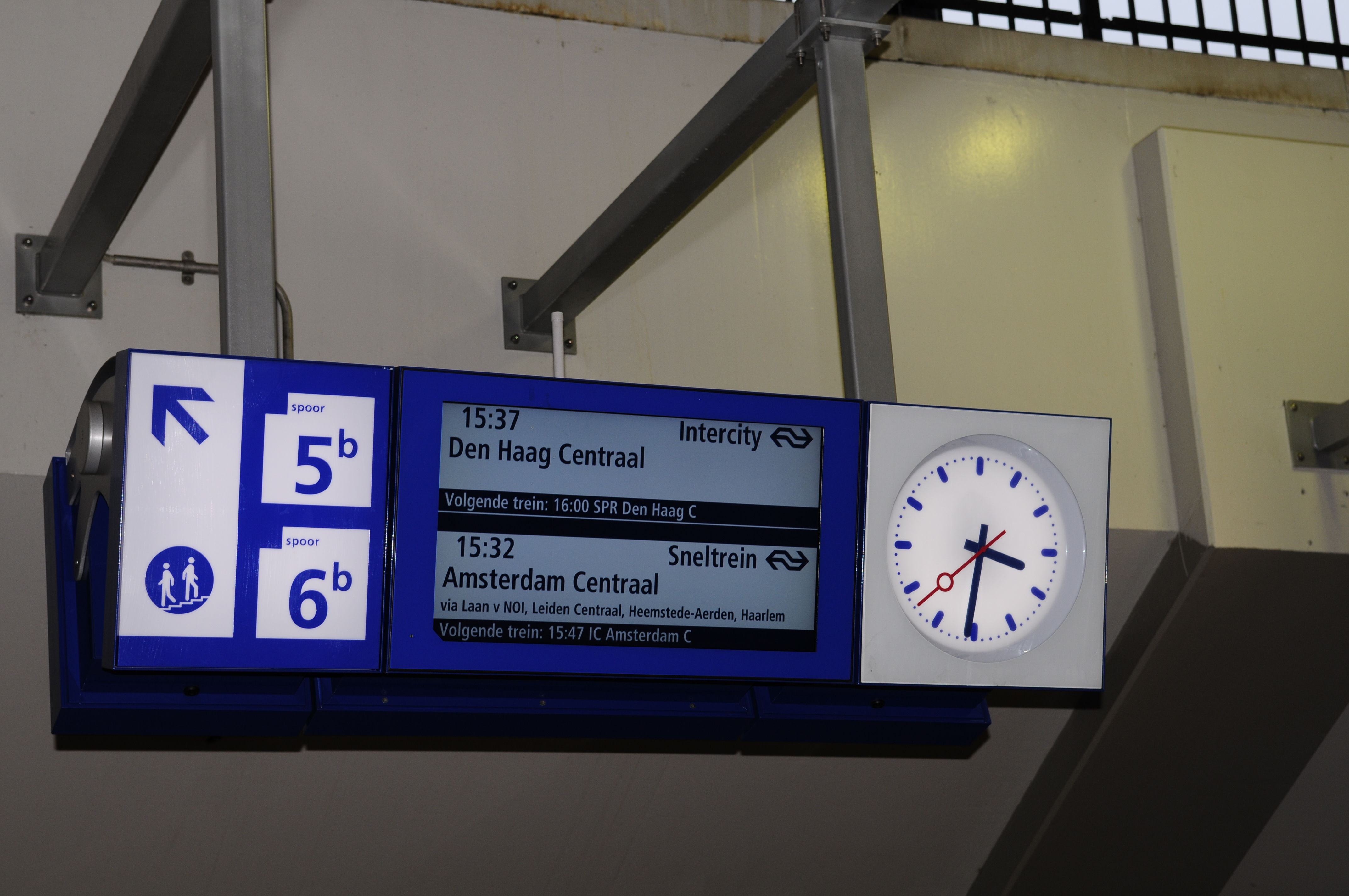
A Haia, Países Baixos